# Gonni
Gonni (griechisch Γόννοι (m. pl.); lateinische Bezeichnung Gonnus, ältere griechische Bezeichnung Gonnos, alternative Transkription Gonnoi) ist eine griechische Kleinstadt und ein Gemeindebezirk in der Gemeinde Tembi der Region Thessalien. Der Name geht zurück auf die antike Stadt Gonnos oder Gonnoi.

## Geografie
Gonni hat etwa 1900 Einwohner.

## Geschichte
In einem Kastri genannten Abhang nahe dem zeitgenössischen Gonnoi liegen die Überreste der antiken Stadt Gonnos bzw. Gonni.
1912 wurde der Ort als Landgemeinde Dereli (gr. Κοινότητα Δερελίου) anerkannt und 1927 in Gonni umbenannt.
1997 wurde Gonni nach der Eingemeindung zweier Nachbarorte zur Stadtgemeinde (dimos) erhoben. 2010 wurde diese Gemeinde mit den benachbarten Gemeinden Ambelakia, Kato Olymbos, Makrychori und Nessonas zur neuen Gemeinde Tembi fusioniert, in der Gonni seither einen Gemeindebezirk bildet, der sich folgendermaßen untergliedert:
- Stadtbezirk Gonni – Δ. Κ. Γόννων – 1.983 Einwohner
  - Gonni – Γόννοι – 1.909 Einwohner
  - Elea – Ελαία – 74 Einwohner
- Ortsgemeinschaft Itea – Τ. Κ. Ιτέας (Ιτέα) – 162 Einwohner
- Ortsgemeinschaft Kallipefki – Τ. Κ. Καλλιπεύκης (Καλλιπεύκη) – 317 Einwohner

## Verkehr
Die Bahnstrecke Piräus–Platy berührt das Gemeindegebiet. In dem im Gemeindebezirk gelegenen Kallipefki bestand ein Bahnhof, der heute allerdings nicht mehr bedient wird.